# Distincții de stat ale Republicii Moldova
Distincțiile de stat ale Republicii Moldova sunt ordinele, medaliile, inclusiv jubiliare, și titlurile onorifice, care se conferă în semn de recunoștință și apreciere a meritelor persoanelor fizice și juridice care s-au evidențiat în timp de pace sau în perioada operațiunilor militare.

## Cadru legal
Distincțiile de stat sunt instituite de Parlamentul Republicii Moldova în conformitate cu Constituția Republicii Moldova. Medaliile jubiliare se instituie prin lege ordinară.  Parlamentul aprobă statutele, descrierea și modelele de decorații și insigne la distincțiile de stat.
Distincțiile de stat se conferă cetățenilor Republicii Moldova, întreprinderilor, instituțiilor, organizațiilor, colectivelor de creație și unităților militare precum și cetățenilor străini, apatrizilor, întreprinderilor, instituțiilor, organizațiilor și colectivelor de creație din statele străine. Distincțiile de stat pot fi conferite persoanelor fizice de asemenea post-mortem.
Tipul distincției de stat se stabilește în funcție de meritele persoanelor fizice și juridice cărora urmează să li se confere. Conferirea repetată persoanei a uneia și aceleiași distincții de stat nu se admite.
Conferirea distincțiilor de stat se efectuează prin decrete ale Președintelui Republicii Moldova, care se dau publicității. Președintelui Republicii Moldova – persoană oficială supremă în stat – îi poate conferi distincții de stat doar Prezidiul Parlamentului.
Persoana fizică decorată cu ordin poartă titlul de cavaler al ordinului respectiv. În cazul decorării unităților militare, denumirile decorațiilor se includ în denumirile acestora, iar în cazul decorării întreprinderilor, instituțiilor, organizațiilor, colectivelor de creație denumirile decorațiilor se includ în denumirile acestora la dorință.

### Retragerea unei distincții
Retragerea distincțiilor de stat se efectuează numai de către Președintele Republicii Moldova, prin decret, în cazul în care persoana decorată:
- a fost condamnată pentru o crimă gravă, la propunerea instanței judecătorești în temeiul și în modul stabilit de legislație;
- a săvârșit fapte ce contravin prevederilor Constituției Republicii Moldova, la propunerea organului care a făcut demersul privind conferirea.

Distincțiile de stat retrase sunt restituite organului care se ocupă cu problemele conferirii distincțiilor de stat.

### Interdicții
Legea Nr. 1123 interzice instituirea și confecționarea unor insigne care să se asemene cu distincțiile de stat. De asemenea este interzisă purtarea distincțiilor de stat de către persoane care nu au acest drept, precum și cumpărarea, vânzarea, falsificarea, schimbarea, transmiterea oneroasă a ordinelor și medaliilor, însușirea frauduloasă a insignelor sau săvârșirea altor fapte ilegale privind distincțiile de stat.

## Ierarhie

### Ordine
| # | Denumire                                          | Imagine | Beretă |
| - | ------------------------------------------------- | ------- | ------ |
| 1 | Ordinul Republicii                                |         |        |
| 2 | Ordinul „Ștefan cel Mare”                         |         |        |
| 3 | Ordinul „Bogdan Întemeietorul”                    |         |        |
| 4 | Ordinul Onoarei                                   |         |        |
| 5 | Ordinul Libertății                                |         |        |
| 6 | Ordinul „Credință Patriei” (clasele I, II și III) |         |        |
| 7 | Ordinul Muncii (clasele I, II și III)             |         |        |

### Cruci
| # | Denumire                         | Imagine | Beretă |
| - | -------------------------------- | ------- | ------ |
| 1 | Crucea „Meritul Militar”         |         |        |
| 2 | Crucea Misiunilor Internaționale |         |        |

### Medalii
| # | Denumire                      | Imagine | Beretă |
| - | ----------------------------- | ------- | ------ |
| 1 | Medalia „Pentru Vitejie”      |         |        |
| 2 | Medalia „Meritul Civic”       |         |        |
| 3 | Medalia „Meritul Academic”    |         |        |
| 4 | Medalia „Mihai Eminescu”      |         |        |
| 5 | Medalia „Nicolae Testemițanu” |         |        |

### Titluri onorifice
Titlurile onorifice se conferă pentru merite deosebite și succese considerabile în domeniile de activitate respective. Insignele pentru titlurile onorifice se confecționează din tombac și reprezintă un cerc cu diametrul de 25 mm în al cărui centru se află simbolurile titlurilor onorifice în imagini stilizate în relief. Pe circumferință, sunt amplasate în relief inscripțiile titlurilor onorifice. Insignele se fixează cu un inel de o baretă de alamă emailată în culorile drapelului de stat: albastru, galben, roșu. Stema de stat, poleită cu aur, este aplicată pe fâșia emailată galben.
Pentru titlul onorific „Colectiv Artistic Emerit” nu este prevăzută insignă.
| Denumire               | Imagine |
| ---------------------- | ------- |
| Artist al Poporului    |         |
| Maestru în Artă        |         |
| Maestru al Literaturii |         |
| Om Emerit              |         |
| Artist Emerit          |         |
| Meșter-Faur            |         |

## Corespunderea cu distincțiile URSS
Distincțiile de stat ale fostei URSS conferite persoanelor care actualmente sunt cetățeni ai Republicii Moldova corespund, conform importanței lor, cu distincțiile de stat curente ale Republicii Moldova în felul următor:
| Distincțiile de stat ale Republicii | Distincțiile de stat ale fostei URSS              | Distincțiile de stat ale fostei URSS               | Distincțiile de stat ale fostei URSS                            |
| Distincțiile de stat ale Republicii | în rusă (original)                                | transliterare                                      | în română (traducere)                                           |
| ----------------------------------- | ------------------------------------------------- | -------------------------------------------------- | --------------------------------------------------------------- |
| Ordinul Republicii                  | Звание Героя Советского Союза                     | Zvanie Gheroi Sovetskogo Soiuza                    | Titlul de Erou al Uniunii Sovietice                             |
| Ordinul Republicii                  | Кавалер ордена Славы трёх степеней                | Kavaler ordena Slavî trioh stepenei                | Cavaler al celor trei clase ale Ordinului „Slava”               |
| Ordinul Republicii                  | Звание Героя Социалистического Труда              | Zvanie Gheroi Soțialisticeskogo Truda              | Titlul de Erou al Muncii Socialiste                             |
| Ordinul Republicii                  | Кавалер ордена «Трудовой Славы» трёх степеней     | Kavaler ordena „Trudovoi Slavî” trioh stepenei     | Cavaler al celor trei clase ale Ordinului „Slava Muncii”⁠(d)     |
| Ordinul Republicii                  | Орден Ленина                                      | Orden Lenina                                       | Ordinul „Lenin”                                                 |
| Ordinul „Ștefan cel Mare”           | Орден Красного Знамени                            | Orden Krasnogo Znameni                             | Ordinul „Steagul Roșu”                                          |
| Ordinul „Ștefan cel Mare”           | Орден Отечественной войны (1-й и 2-й степени)     | Orden Otecestvennoi voinî (1-i i 2-i stepeni)      | Ordinul „Războiul pentru Apărarea Patriei”⁠(d) (clasa I și II)   |
| Ordinul „Ștefan cel Mare”           | Орден Красной Звезды                              | Orden Krasnoi Zvezdî                               | Ordinul „Steaua Roșie”                                          |
| Ordinul „Ștefan cel Mare”           | Орден Славы                                       | Orden Slavî                                        | Ordinul „Slava”                                                 |
| Ordinul „Ștefan cel Mare”           | Орден «За личное мужество»                        | Orden „Za licinoe mujestvo”                        | Ordinul „Pentru bărbăție personală”⁠(d)                          |
| Ordinul Muncii                      | Орден Октябрьской Революции                       | Orden Okteabrskoi Revoliuții                       | Ordinul „Revoluția din Octombrie”⁠(d)                            |
| Ordinul Muncii                      | Орден Трудового Красного Знамени                  | Orden Trudovogo Krasnogo Znameni                   | Ordinul „Steagul Roșu al Muncii”                                |
| Ordinul Muncii                      | Орден Дружбы народов                              | Orden Drujbî narodov                               | Ordinul „Prietenia popoarelor”⁠(d)                               |
| Ordinul Muncii                      | Орден Почёта («Знак Почёта»)                      | Orden Pociota („Znak Pociota”)                     | Ordinul „Insigna de Onoare”                                     |
| Ordinul Muncii                      | Орден «Трудовой Славы»                            | Orden „Trudovoi Slavî”                             | Ordinul „Slava Muncii”⁠(d)                                       |
| Ordinul Muncii                      | Орден «За службу Родине в Вооружённых силах СССР» | Orden „Za slujbu Rodine v Voorujionnîh silah SSSR” | Ordinul „Pentru slujirea Patriei în Forțele Armate ale URSS”⁠(d) |
| Ordinul Muncii                      | Орден (звание) «Мать-героиня»                     | Orden (zvanie) „Mat-gheroinea”                     | Ordinul „Mamă-eroină”⁠(d)                                        |
| Crucea „Meritul Militar”            | Медаль «За боевые заслуги”                        | Medal „Za boevîe zaslughi”                         | Medalia „Meritul militar”⁠(d)                                    |
| Medalia „Pentru Vitejie”            | Медаль «За отвагу»                                | Medal „Za otvagu”                                  | Medalia „Pentru vitejie”⁠(d)                                     |
| Medalia Meritul Civic               | Медаль «За трудовую доблесть»                     | Medal „Za trudovuiu doblest”                       | Medalia „Pentru vitejie în muncă”⁠(d)                            |
| Medalia Meritul Civic               | Медаль «За трудовое отличие»                      | Medal „Za trudovoe otlicie”                        | Medalia „Pentru distincție în muncă”⁠(d)                         |
| Medalia Meritul Civic               | Медаль «За отвагу на пожаре»                      | Medal „Za otvagu na pojare”                        | Medalia „Pentru vitejie la incendiu”⁠(d)                         |
| Titlurile onorifice ale RSSM        | Почётные звания СССР                              | Почётные звания СССР                               | Почётные звания СССР                                            |

## Publicare și transparență
Toate decretele de conferire și retragere a distincțiilor de stat sunt publicate în Monitorul Oficial.
Instituția prezidențială a refuzat în repetate rânduri să ofere presei informații despre persoanele decorate cu distincții de stat, invocând Legea datelor cu caracter personal. Problema a fost analizată de Curtea Supremă de Justiție, care a dat dreptate Președinției.

## Filatelie
La 31 iulie 1999, Poșta Moldovei a emis o serie de timbre care ilustrează unele distincții de stat și, în aceeași zi, un timbru pe coliță separată al Ordinului Republicii.

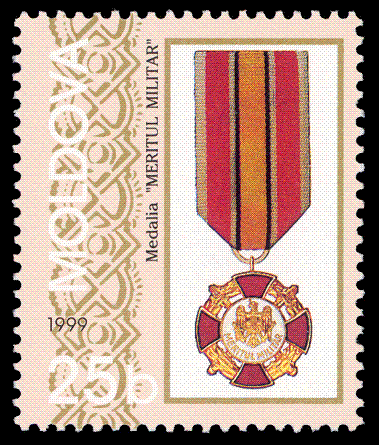
Medalia „Meritul Militar”
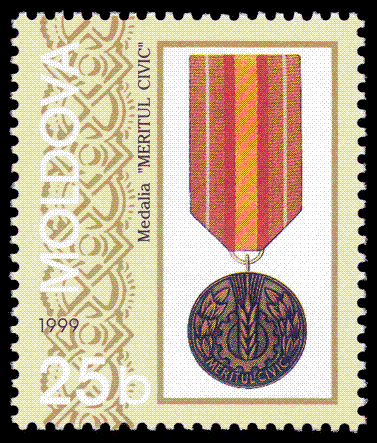
Medalia „Meritul Civic”
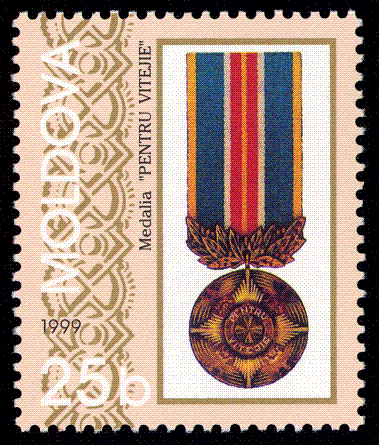
Medalia „Pentru Vitejie”
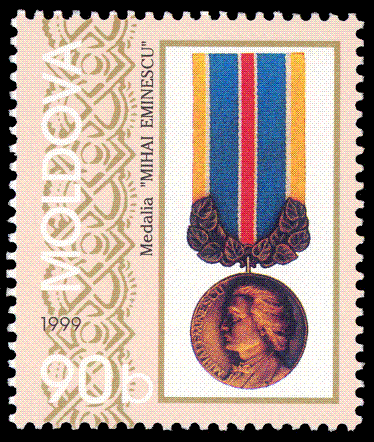
Medalia „Mihai Eminescu”
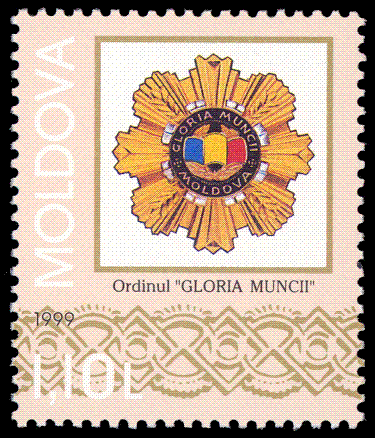
Ordinul „Gloria Muncii”
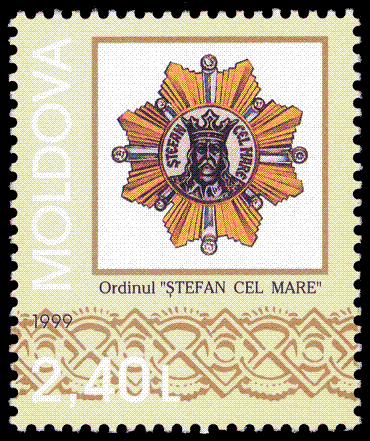
Ordinul „Ștefan cel Mare”
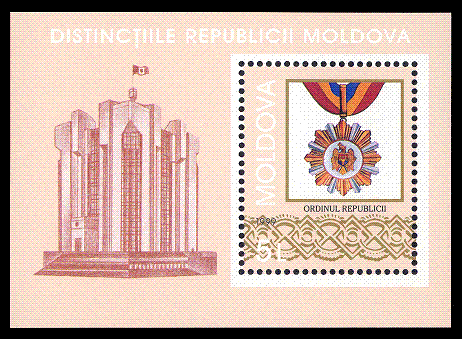
Ordinul Republicii